# (10235) 1998 QR37
A (10235) 1998 QR37 a Naprendszer kisbolygóövében található aszteroida. A LINEAR program keretében fedezték fel 1998 augusztus 17-én.

## Kapcsolódó szócikk
- Kisbolygók listája (10001–10500)